# 라나발로나 1세
라나발로나 1세(Ranavalona I)는 메리나 왕국(오늘날의 마다가스카르)의 군주로서, 1828년부터 1861년까지 재위했다. 

## 같이 보기
- 마다가스카르의 역사